# Élisabeth d’Ayen
Élisabeth Pauline Sabine Marie d’Ayen Macready (* 27. Oktober 1898 in Maintenon als Élisabeth Pauline Sabine Marie d’Ayen; † 7. Dezember 1969 in Paris) war eine französische Tennisspielerin.

## Karriere
Élisabeth d’Ayen Macready nahm unter ihrem Mädchennamen 1920 an den Olympischen Spielen in Antwerpen an der Seite von Suzanne Lenglen in der Doppelkonkurrenz teil. Im Halbfinale unterlagen sie Kathleen McKane Godfree und Winifred McNair in drei Sätzen und gewann somit die Bronzemedaille.
Im selben Jahr gewann sie mit Lenglen die Doppelkonkurrenz der Französischen Tennismeisterschaften, dem Vorläufer der heutigen French Open.
Sie entstammte dem Adelsgeschlecht Noailles. Ihr Vater war Herzog Adrien Maurice de Noailles, sie hatte zwei Geschwister. Ihr Bruder Jean Maurice Paul Jules de Noailles starb im April 1945 im KZ Bergen-Belsen.